# 灰毛泡
灰毛泡（学名：Rubus irenaeus）是蔷薇科悬钩子属的植物，是中国的特有植物。分布在中国大陆的江苏、广西、浙江、贵州、福建、湖北、江西、四川、广东、湖南等地，生长于海拔500米至1,300米的地区，常生长在生山坡疏密杂林下及树阴腐植质较多的地方，目前尚未由人工引种栽培。

## 异名
- Rubus irenaeus Focke var. innoxius (Focke ex Diels) Yu et Lu